# Batalla de Bucaramanga (1854)
La Batalla de Bucaramanga fue una acción militar de la Revolución de 1854, efectuada el 12 de julio de 1854, en la ciudad de Bucaramanga, Santander, Colombia. 

## Antecedentes
Cuando Alipio Mantilla era gobernador de la Provincia de Soto, designó al general Martiniano Collazos como comandante de las fuerzas constitucionales que harían frente a las guerrillas melistas que sostenían la dictadura, pero dicho comandante terminó tomando partido con los rebeldes y asumiendo el poder provincial, por lo que la vecina provincia de Socorro, en unión con las tropas que marchaban en defensa del gobierno legítimo, atacaron Bucaramanga el 12 de julio de 1854. 

## Batalla
En la noche del 10 de julio marchó el comandante Clímaco Rincón con 90 hombres para Bucaramanga, con orden de atacar a Collazos luego de haber sido comprobada la alianza de éste con el coronel rebelde Dámaso Girón; pero como no tuviera noticias el comandante Antonio María Díaz, comandante general de Socorro, de la suerte de Rincón, envió a Nicolás Pereira Gamba a que se informase de lo ocurrido y lo invistió de facultades para negociar con Collazos. 
Pereira llegó a Bucaramanga poco tiempo después de iniciada la batalla. Esta comenzó con el ataque de las tropas de Rincón sobre el cuartel general de Collazos, quien apenas tuvo tiempo para reaccionar al tiroteo. Pereira llegó a una posición cercana al cuartel en la que se hallaba Joaquín París Bilbao (comerciante bogotano que residía en Bucaramanga y sobrino del general Joaquín París), a quien le pidió que lo acompañara a convencer a Collazos para su rendición, ya que los dos eran amigos. Al salir a la plaza, fueron atacados a bala, lo que hizo desistir a París de acceder a la petición, teniendo Pereira que llegar solo al cuartel. 
Una vez en él, Pereira llegó donde el general Collazos acompañado por cuatro soldados que le apuntaban con sus fusiles. Pereira le pidió a Collazos el cese al fuego para poder hablar, a lo que el general le preguntó que si asistía a intimarle la rendición. Con gran tacto, Pereira le dio razones a Collazos para desistir de su empeño, entre ellas la de hallarse su hijo en Honda bajo las órdenes del general París, en el mismo ejército al que estaba enfrentándose.    
Cerca de ser persuadido, el comandante Delgado interrumpió la conversación indagándole a Collazos que si iba a deshonrar sus méritos militares rindiéndose, a lo que Collazos reaccionó y le reclamó a Pereira que si pensaba que él era cobarde como para rendirse, ratificándole a Pereira ser partidario de Melo y cerrándole cualquier posibilidad de diálogo. El comisionado le anunció a Collazos que poseían pruebas de sus nexos con Girón y de los planes que tenían, por lo que les sería fácil vencerlo, dándole máximo dos horas para evitar una derrota que podría costarles la vida. 
Luego de algunos improperios, Collazos amenazó a Pereira con hacerlo fusilar, a lo que el comisionado respondió que le darían trato de traidor, lo que provocó la ira del general, quien hizo una exclamación de fuego, saliendo Pereira del lugar precipitadamente y perseguido por distintas balas, de las cuales ninguna logró interesarlo. 
El comandante Rincón, enterado de los detalles de la conferencia, dispuso el asalto al cuartel, el cual se inició con un álgido intercambio de disparos que menguó cuando el fuego que iniciaron unos soldados en una esquina del cuartel se tomó la edificación e hizo emprender la fuga a varios soldados. Un capitán Polanco notó que la ventana desde la cual Collazos habló con Pereira había sido destruida, por lo que ingresó en medio del ataque enemigo al cuartel para abrir la entrada principal del mismo y permitir el paso del grueso del ejército, el cual llegó hasta al punto desde el cual se defendía Collazos, quien cesó su resistencia al recibir una bala en la frente. Clímaco Rincón marchó hacia Piedecuesta al encuentro con su comandante Díaz, entregándole 90 prisioneros, 120 fusiles y algunas carabinas y lanzas.